# أروما بارك (إلينوي)
أروما بارك (بالإنجليزية: Aroma Park)‏ هي منطقة سكنية تقع في الولايات المتحدة في إلينوي.

## التركيبة السكانية
حدّد مكتب تعداد الولايات المتحدة بيانات التركيبة السكانية لأروما بارك في تعداد الولايات المتحدة. في ما يلي، التركيبة السكانية حسب تعدادي 2000 و2010.

### تعداد عام 2000
بلغ عدد سكان أروما بارك 821 نسمة بحسب تعداد عام 2000، وبلغ عدد الأسر 308 أسرة وعدد العائلات 222 عائلة مقيمة في القرية. في حين سجلت الكثافة السكانية 144 نسمة لكل كيلومتر مربع (373.0/ميل2). وبلغ عدد الوحدات السكنية 314 وحدة بمتوسط كثافة قدره 55.1 لكل كيلومتر مربع (142.7/ميل2).
وتوزع التركيب العرقي للقرية بنسبة 92.57% من البيض و4.26% من الأمريكيين الأفارقة و0.12% من الأمريكيين الأصليين و2.07% من الأعراق الأخرى و0.97% من عرقين مختلطين أو أكثر و6.82% من الهسبانيون أو اللاتينيون من أي عرق.
بلغ عدد الأسر 308 أسرة كانت نسبة 35.1% منها لديها أطفال تحت سن الثامنة عشر تعيش معهم، وبلغت نسبة الأزواج القاطنين مع بعضهم البعض 59.7% من أصل المجموع الكلي للأسر، ونسبة 8.8% من الأسر كان لديها معيلات من الإناث دون وجود شريك،  بينما كانت نسبة 3.6% من الأسر لديها معيلون من الذكور دون وجود شريكة وكانت نسبة 27.9% من غير العائلات. تألفت نسبة 22.7% من أصل جميع الأسر من عدة أفراد يعيشون في نفس المنزل ونسبة 10.1% كانت تتألف من شخص يعيش بمفرده يبلغ من العمر 65 عاماً أو أكثر. وبلغ متوسط حجم الأسرة المعيشية 2.58، أما متوسط حجم العائلات فبلغ 3.06.
بلغ العمر الوسطي للسكان 39.3 عاماً. وكانت نسبة 25% من القاطنين تحت سن الثامنة عشر، وكانت نسبة 8% بين الثامنة عشر والرابعة والعشرين عاماً، ونسبة 25.3% كانت واقعةً في الفئة العمرية ما بين الخامسة والعشرين والرابعة والأربعين عاماً، ونسبة 25% كانت ما بين الخامسة والأربعين والرابعة والستين، ونسبة 13.6% كانت ضمن فئة الخامسة والستين عاماً فما فوق. يوجد لكل 100 أنثى 101.0 ذكر، ويوجد لكل 100 أنثى في الثامنة عشر من عمرها فما فوق 99.7 ذكر.
بلغ متوسط دخل الأسرة في القرية 41,375 دولارًا، أما متوسط دخل العائلة فبلغ 44,667 دولارًا. وكان متوسط دخل الذكور 33,750 دولارًا مقابل 24,583 دولارًا للإناث. وسجل دخل الفرد الخاص بالقرية 17,806 دولارًا. وكانت نسبة 6.6% من العائلات ونسبة 6.9% من السكان تحت خط الفقر، وكان من هؤلاء نسبة 9.1% تحت سن الثامنة عشر ونسبة 7.8% في الخامسة والستين من العمر وما فوق.

### تعداد عام 2010
بلغ عدد سكان أروما بارك 743 نسمة بحسب تعداد عام 2010، وبلغ عدد الأسر 286 أسرة وعدد العائلات 192 عائلة مقيمة في القرية. في حين سجلت الكثافة السكانية 130.4 نسمة لكل كيلومتر مربع (337.7/ميل2). وبلغ عدد الوحدات السكنية 306 وحدة بمتوسط كثافة قدره 53.7 لكل كيلومتر مربع (139.1/ميل2).
وتوزع التركيب العرقي للقرية بنسبة 89.50% من البيض و4.17% من الأمريكيين الأفارقة و0.27% من الأمريكيين الأصليين و0.13% من الأمريكيين ذوي الأصول الآسيوية و4.71% من الأعراق الأخرى و1.21% من عرقين مختلطين أو أكثر و8.34% من الهسبانيون أو اللاتينيون من أي عرق.
بلغ عدد الأسر 286 أسرة كانت نسبة 28.7% منها لديها أطفال تحت سن الثامنة عشر تعيش معهم، وبلغت نسبة الأزواج القاطنين مع بعضهم البعض 51% من أصل المجموع الكلي للأسر، ونسبة 11.5% من الأسر كان لديها معيلات من الإناث دون وجود شريك،  بينما كانت نسبة 4.5% من الأسر لديها معيلون من الذكور دون وجود شريكة وكانت نسبة 32.9% من غير العائلات. تألفت نسبة 26.2% من أصل جميع الأسر من عدة أفراد يعيشون في نفس المنزل ونسبة 10.8% كانت تتألف من شخص يعيش بمفرده يبلغ من العمر 65 عاماً أو أكثر. وبلغ متوسط حجم الأسرة المعيشية 2.58، أما متوسط حجم العائلات فبلغ 3.10.
بلغ العمر الوسطي للسكان 39.9 عاماً. وكانت نسبة 24.1% من القاطنين تحت سن الثامنة عشر، وكانت نسبة 9.6% بين الثامنة عشر والرابعة والعشرين عاماً، ونسبة 24.5% كانت واقعةً في الفئة العمرية ما بين الخامسة والعشرين والرابعة والأربعين عاماً، ونسبة 25.3% كانت ما بين الخامسة والأربعين والرابعة والستين، ونسبة 16.6% كانت ضمن فئة الخامسة والستين عاماً فما فوق. وتوزع التركيب الجنسي للسكان بنسبة 50.7% ذكور و49.3% إناث.